# Hirtobrasilianus villiersi
Espèce
Hirtobrasilianus villiersi est une espèce d'insectes coléoptères de la tribu des Cerambycini (sous-famille des Cerambycinae, famille des Cerambycidae).

## Répartition
- Brésil, Guyane, Surinam[1].

## Classification
L'espèce Hirtobrasilianus villiersi a été initialement décrite en 1985 par les entomologistes Sergio A. Fragoso (d) et Gérard L. Tavakilian (d) sous le protonyme Brasilianus villiersi.

### Synonymie
Hirtobrasilianus villiersi a pour synonymes :
- Brasilianus villiersi Fragoso & Tavakilian, 1985 - protonyme
- Brasilianus villiersi Monné & Giesbert, 1994

## Articles liés
- Hirtobrasilianus
- Liste des Cerambycinae de Guyane
- Galerie des Cerambycidae